# Castelfranco di Sotto
Castelfranco di Sotto é uma comuna italiana da região da Toscana, província de Pisa, com cerca de 11.395 habitantes. Estende-se por uma área de 48 km², tendo uma densidade populacional de 237 hab/km². Faz fronteira com Altopascio (LU), Bientina, Fucecchio (FI), Montopoli in Val d'Arno, San Miniato, Santa Croce sull'Arno, Santa Maria a Monte.

## Demografia
| Variação demográfica do município entre 1861 e 2011                               |
|                                                                                   |
| Fonte: Istituto Nazionale di Statistica (ISTAT) - Elaboração gráfica da Wikipedia |